# アリシア・モートン
アリシア・モートン（英: Alicia Morton、1987年4月29日 - ）はアメリカ合衆国の女優。ルイジアナ州ゴンザレス出身。

## 主な作品

### 舞台
- レ・ミゼラブル Les Misérables - ブロードウェイ（役：少女時代のコゼット）
- アニー Annie - ブロードウェイ（役：モリー）

### テレビ映画
- アニー Annie - ディズニー版（役：アニー）※ヤングスターアワード受賞作品